# Rohonyi Gábor
Rohonyi Gábor (Pécs, 1966. július 17. –) magyar televíziós- és filmrendező, forgatókönyvíró, színész.

## Életpályája
Sopronban nőtt fel. 1984-ben érettségizett a soproni Berzsenyi Dániel Gimnáziumban. 1989-1993 között a Színház- és Filmművészeti Főiskola hallgatója volt. Diplomaszerzése után számos dokumentumfilmet készített Indiáról, ázsiai országokról. 1996-ban készítette el első kisfilmjét: "A bűvész" címmel. 2007-ben került bemutatásra első kisjátékfilmje, a "Konyec". Sok évnyi kihagyás után, 2017-ben társrendezőként jegyezte a "Brazilok" című filmet. Számos reklámfilmet, zenei videókat és sorozatot is rendezett.

### Magánélete
Fia, Barnabás színművész.

## Rendezései

### Mozifilmek
- Konyec – Az utolsó csekk a pohárban (2007)
- Brazilok (2017)
- Szia, Életem! (2022)
- Bolond Istók (2024)[5]

### Rövidfilm, sorozat
- A bűvész (1996)
- Korhatáros szerelem (2017-2018)

## Dokumentumfilmjei
- Laos (2000)
- Indiák (2004)
- Myanmar (2004)

## Színészi munkái
- Kontroll (2003)
- Kalandorok (2008)